# Amalocichla sclateriana
Petróica-terrestre-grande ou papinho-pitoide-grande (Amalocichla sclateriana) é uma espécie de ave da família Petroicidae.
Pode ser encontrada nos seguintes países: Indonésia (Nova Guiné Ocidental) e Papua-Nova Guiné.